# Phrurolithus palgongensis
Phrurolithus palgongensis är en spindelart som beskrevs av Seo 1988. Phrurolithus palgongensis ingår i släktet Phrurolithus och familjen flinkspindlar. Inga underarter finns listade i Catalogue of Life.